# Mario Magnozzi
Mario Magnozzi (20. marts 1902 i Livorno – 25. juni 1971) var en italiensk fodboldspiller som deltog i de olympiske lege 1924 i Paris, 1928 i Amsterdam.
Magnozzi vandt en bronzemedalje i fodbold under sommer-OL 1928 i Amsterdam. Han spillede på det italienske landshold som kom på en tredje plads i fodboldtuneringen bagefter Uruguay og Argentina. Italiens vej til bronzefinalen var at det vandt over Frankrig med 4-3, uafgjort med 1-1 mod Spanien i den første kvartfinale, vandt de omkampen tre dage senere med 7-1 men tabte i semifinalen mod Uruguay med 2-3. I bronzefinalen mødte de Egypten som de besejrede 11-3. Magnozzi scorede fire mål i OL-turneringen.
Han spillede 29 landskampe og scorede 13 mål for Italien i perioden 1924–1932 og han spillede klubfodbold for AS Livorno Calcio og AC Milan og var topscorer i Serie A i sæsonen 1924-25.